# Thaipusam
Thaipusam (en tàmil: தைப்பூசம்; romanització: Taippūcam) és una festivitat dels tàmils que professen l'hinduisme que se celebra en lluna nova (Amāvásyā) del mes thai del calendari tàmil (gener/febrer), normalment coincidint amb l'estrella Pushya, coneguda com Pusam en tàmil. El nom és un acrònim del nom del mes «thai» i el nom de l'estrella «Pusam».

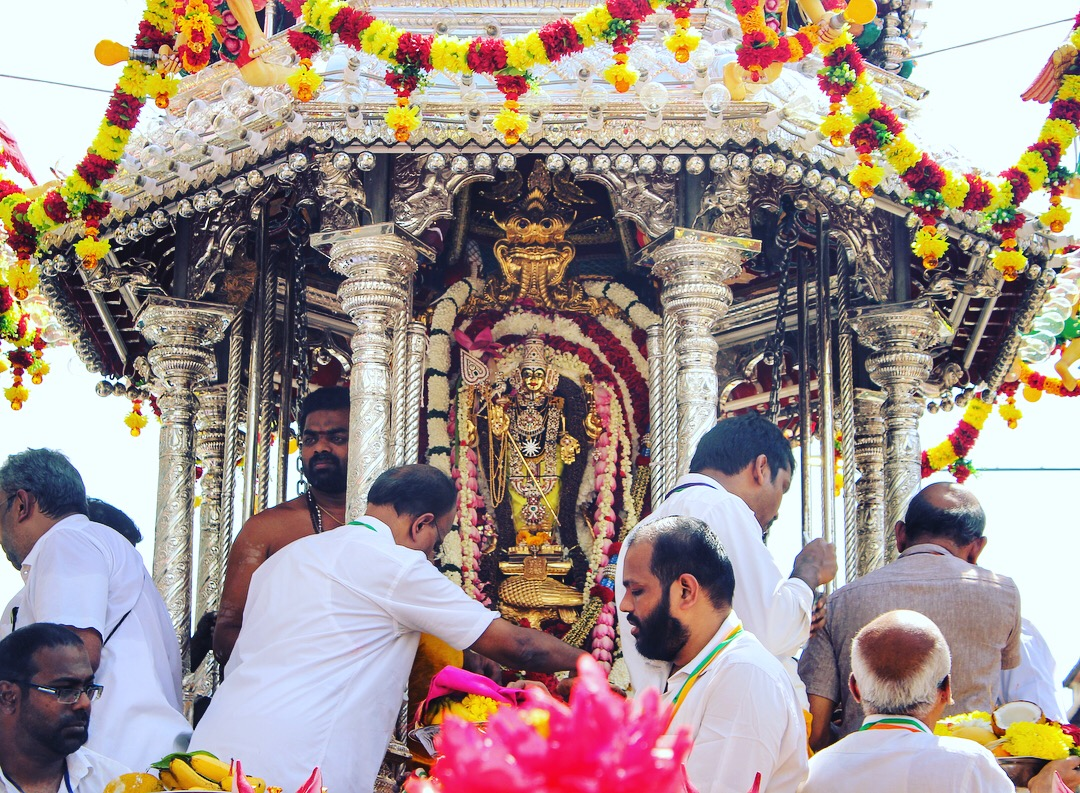
Carro de plata amb una representació de Murugan

El festival commemora la llegenda de la deessa Pàrvati oferint al seu fill Murugan, el déu hindú de la guerra, una llança divina perquè pogués vèncer l'asura Surapadman i els seus germans. També es creu que Thaipusam commemora l'aniversari de Murugan, encara que altres fonts suggereixen que la data de Vaikasi Visakam, que cau en el mes vaikasi (maig/juny), és l'aniversari de Murugan.
Thaipusam s'observa principalment en països on hi ha una presència important de la comunitat tàmil com l'Índia, Malàisia, Maurici, així com en altres llocs on resideixen com ara Canadà, Singapur, Sud-àfrica, Fiji, Estats Units d'Amèrica, Reunió, Indonèsia, Tailàndia, Myanmar, Trinitat i Tobago, Guyana, Surinam i Jamaica. És un dia festiu en països com Malàisia i Maurici. A l'Índia és festa a l'estat de Tamil Nadu.

## Kavadi Attam

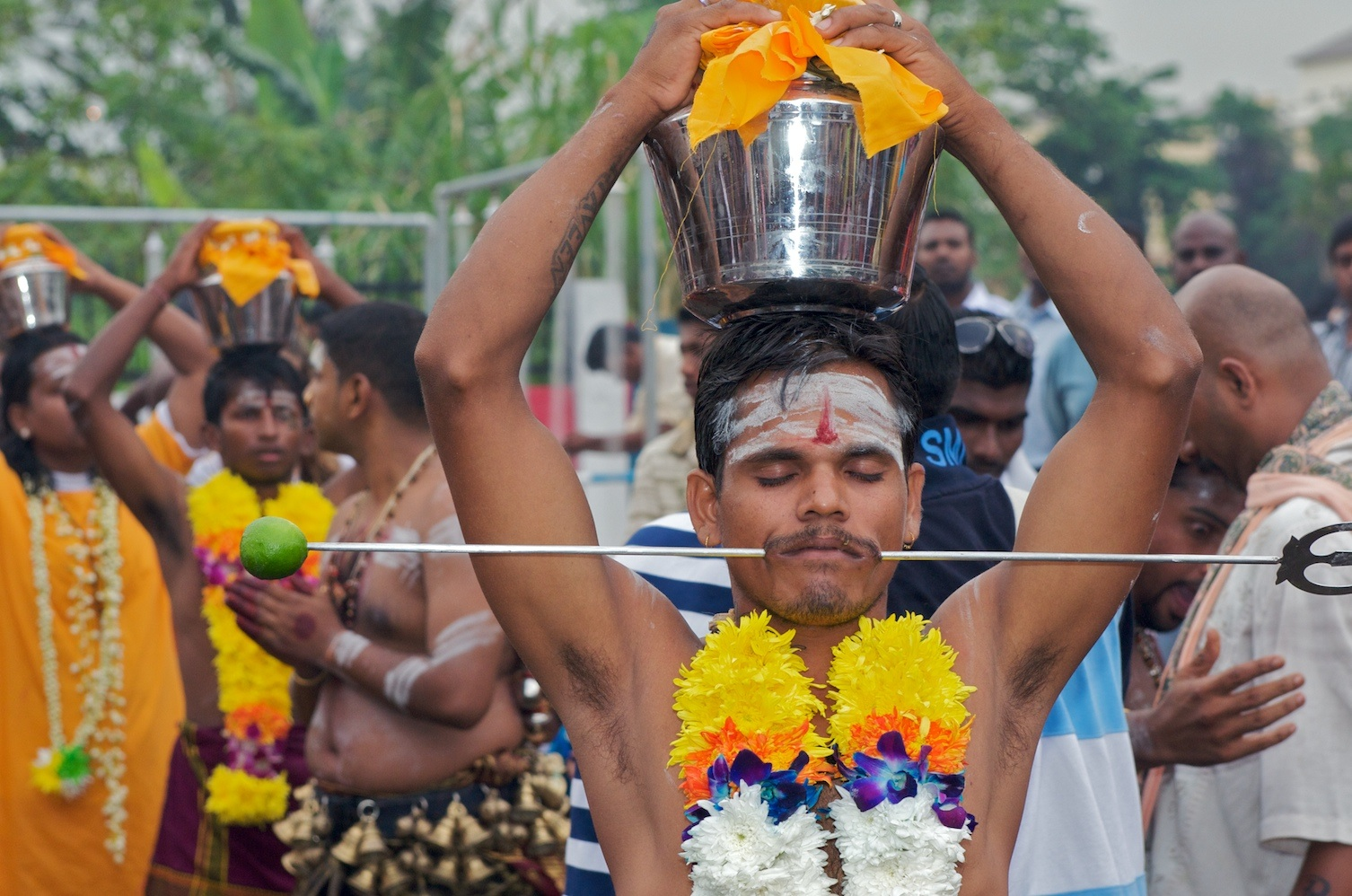

Murugan és una deïtat associada amb la disciplina ioguica i l'austeritat, i els seus seguidors la consideren capaç d'oferir mokxa, l'alliberament espiritual, a tots aquells que el veneren. El Kavadi Attam és un acte cerimonial de sacrifici devocional a través de la dansa, les ofrenes de menjar i la mortificació corporal per mitjà de la perforació de la pell, la llengua o les galtes amb agulles d'on pengen sovint fruites. El kavadi és un dosser semicircular i decorat sostingut per una vara de fusta que el pelegrí porta sobre les espatlles fins al temple. El devot fa el pelegrinatge (nadai payanam) amb els peus descalços, portant ofrenes de menjar al kavadi. Depenent de la ubicació del temple, aquesta caminada pot durar més d'una setmana. El temple de Murugan a Palani és una destinació popular, ja que és un dels arupadai veedu («sis cases», els llocs sagrats per a Murugan). El temple Murugan a Palani també té fama de lloc de curació.
Els devots es preparen per a la celebració mantenint el seu cos sempre net, fent oracions regulars, seguint una dieta vegetariana i dejunant abans del Thaipusam. Els portadors del kavadi han de realitzar cerimònies elaborades en el moment d'assumir el kavadi i en el moment d'oferir-lo a Murugan. El portador del kavadi observa el celibat i només consumeix certs tipus d'aliments, coneguts com a menjar sattva, una vegada al dia, mentre pensa contínuament en déu. El dia del festival els devots s'afaiten el cap i emprenen un pelegrinatge al llarg d'una ruta fixada alhora que es dediquen a diversos ritus de devoció, sobretot portant els diferents tipus de kavadi. Els devots creuen que adorar Murugan cada any d'aquesta manera els fa sans físicament i mental i els ajuda a netejar els deutes kàrmics en els quals poden haver incorregut.

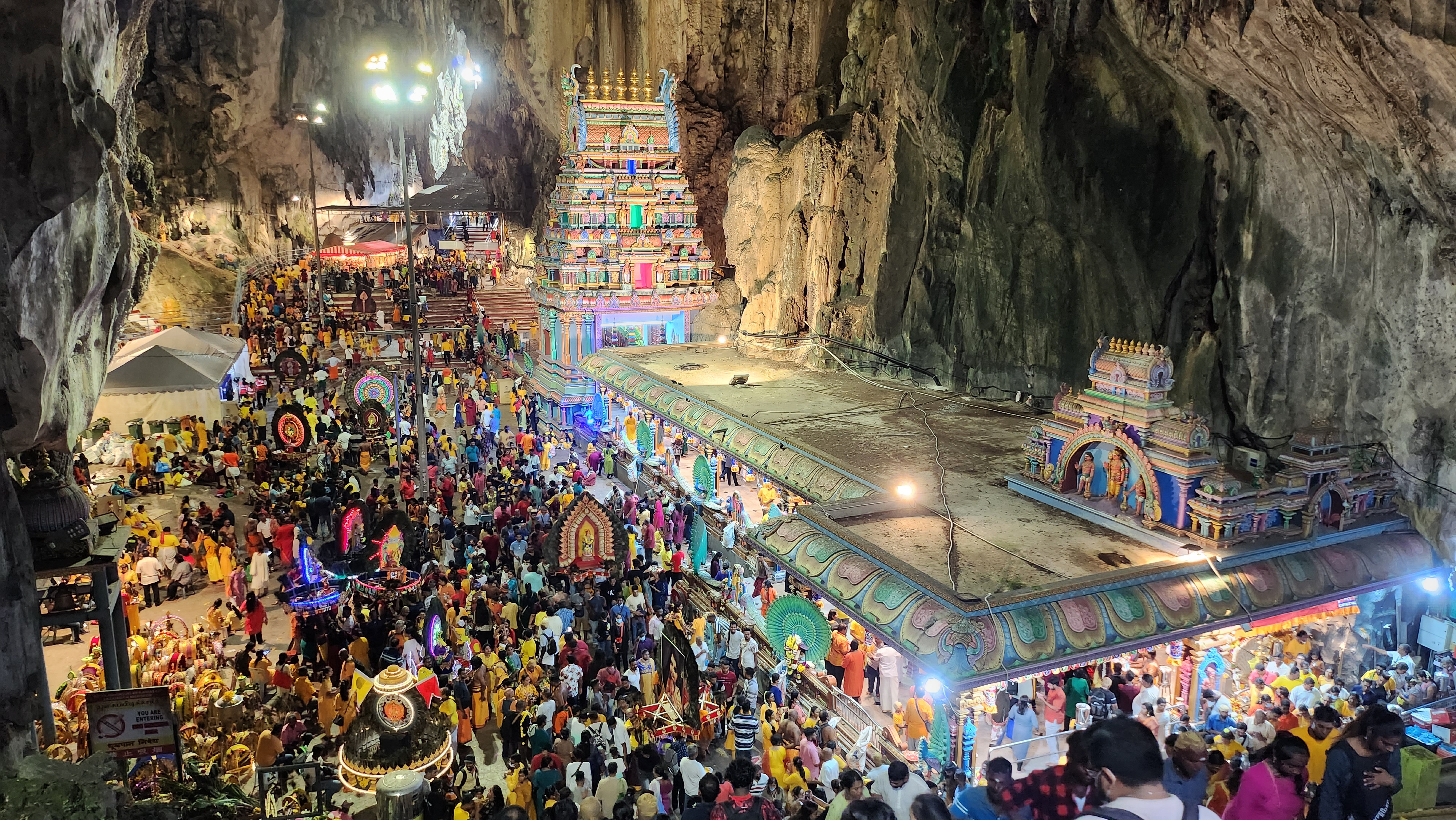
Coves de Batu el 2023

És un dia festiu a diversos estats de Malàisia. La celebració al temple de les coves de Batu, a prop de Kuala Lumpur, als temples Balathandayuthapani i Nattukkottai Chettiar de l'illa de Penang, i al Kallumalai Murugan d'Ipoh, sovint atreuen més d'un milió de devots i desenes de milers de turistes. A Singapur, els devots hindús comencen la seva processó al temple de Sri Srinivasa Perumal a primera hora del matí, portant recipients amb llet com a ofrenes o adjuntant kavadis i agulles perforades al seu cos. La processó recorre quatre quilòmetres abans d'acabar a Tank Road, al temple Sri Thendayuthapani. A Fiji, Thaipusam se celebra al temple Sri Siva Subrahmanya Swami a la ciutat de Nadi i al temple Sri Raj Mahamariamman de Suva. A Indonèsia la processó es celebra principalment a Medan i al temple de Palani Andawer Temple d'Aceh. Als Estats Units d'Amèrica, el temple de Shiva Murugan de Concord celebra el Thaipoosam precedit d'un pelegrinatge. Hi ha gent que camina des de la ciutat de Fremont, alguns caminen 34 km des de la ciutat de San Ramon, i la majoria camina 11km des de Walden Park a Walnut Creek fins a Concord.